# Polichno
Polichno (in ungherese Parlagos) è un comune della Slovacchia facente parte del distretto di Lučenec, nella regione di Banská Bystrica.
Ha dato i natali alla scrittrice Božena Slančíková-Timrava, alla quale è dedicato un museo, allestito presso la parrocchia evangelica.